# Séverin Vergili
Séverin Vergili (* 31. Oktober 1912 in Martignacco; † 7. Dezember 2000 in Suresnes) war ein italienisch-französischer Radrennfahrer und nationaler Meister im Radsport.

## Sportliche Laufbahn
Vergili war von Geburt Italiener (Severino Vergili) und nahm später die französische Staatsbürgerschaft an. Er war im Straßenradsport aktiv. 1933 gewann er mit Paris–Ézy eines der ältesten und traditionsreichsten Eintagesrennen in Frankreich. 1935 siegte er bei Paris–Gien. 1936 wurde er mit Jean Goujon, Eugène Mangin und Robert Charpentier französischer Meister im Mannschaftszeitfahren. Als Amateur startete er bei den Straßenradsport-Weltmeisterschaften 1935 in der Nationalmannschaft und kam auf den 21. Platz. Von 1936 bis 1949 war er Unabhängiger und Berufsfahrer. Er gewann Etappen in der Tour de l’Oise 1936 und in der Tour de l’Ouest 1938. In der Tour de l’Ouest wurde er 1936 und 1938 Zweiter. Dritter wurde er im Polymultipliée 1938.